# Кубок Азербайджану з футболу 2009—2010
Кубок Азербайджану з футболу 2009–2010 — 18-й розіграш кубкового футбольного турніру в Азербайджані. Переможцем вдруге у своїй історії став Баку.

## Перший раунд
Перші матчі відбулися 17 вересня, а матчі-відповіді 22-23 вересня 2009 року.
| Команда 1                    | Заг. | Команда 2      | 1-й матч | 2-й матч |
| ---------------------------- | ---- | -------------- | -------- | -------- |
| Гянджа (2)                   | 3:1  | Ряван (2)      | 1:1      | 2:0      |
| Аншад-Петроль (Нефтчала) (2) | 3:4  | Шахдаг (2)     | 1:1      | 2:3      |
| МКТ Араз (2)                 | 2:5  | Бакили (2)     | 1:3      | 1:2      |
| МОІК (2)                     | 2:3  | Нефтчі ІСМ (2) | 2:1      | 0:2      |

## 1/8 фіналу
Перші матчі відбулися 4 листопада, а матчі-відповіді 11 листопада 2009 року.
| Команда 1       | Заг. | Команда 2      | 1-й матч | 2-й матч |
| --------------- | ---- | -------------- | -------- | -------- |
| Сімург          | 3:0  | Гянджа (2)     | 2:0      | 1:0      |
| Олімпік-Шулаван | 2:1  | Габала         | 1:1      | 2:0      |
| Карабах (Агдам) | 4:0  | Шахдаг (2)     | 4:0      | 0:0      |
| Хазар-Ланкаран  | 4:1  | Мугань         | 3:1      | 1:0      |
| Баку            | 6:0  | Бакили (2)     | 6:0      | 0:0      |
| Стандард        | 3:1  | Туран          | 3:1      | 0:0      |
| Нефтчі (Баку)   | 7:0  | Нефтчі ІСМ (2) | 5:0      | 2:0      |
| Інтер (Баку)    | 7:2  | Карван         | 4:0      | 3:2      |

## Чвертьфінали
Перші матчі відбулися 6-7 березня, а матчі-відповіді 16-17 березня 2010 року.
| Команда 1       | Заг.         | Команда 2       | 1-й матч | 2-й матч |
| --------------- | ------------ | --------------- | -------- | -------- |
| Сімург          | 0:0 пен. 2:4 | Олімпік-Шулаван | 0:0      | 0:0 дч   |
| Карабах (Агдам) | 2:2 (ч)      | Хазар-Ланкаран  | 2:1      | 0:1      |
| Баку            | 4:2          | Стандард        | 1:1      | 3:1      |
| Нефтчі (Баку)   | 1:5          | Інтер (Баку)    | 0:3      | 1:2      |

## Півфінали
Перші матчі відбулися 27 квітня, а матчі-відповіді 5 травня 2010 року.
| Команда 1       | Заг. | Команда 2      | 1-й матч | 2-й матч |
| --------------- | ---- | -------------- | -------- | -------- |
| Олімпік-Шулаван | 2:3  | Хазар-Ланкаран | 1:1      | 1:2      |
| Баку            | 3:2  | Інтер (Баку)   | 0:1      | 3:1      |

## Фінал
| 23 травня 2010 20:00 (UTC+4) |

| Хазар-Ланкаран | 1:2 дч   | Баку                   |
| -------------- | -------- | ---------------------- |
| Бечірі 120'    | Протокол | Скуліч 100' Соліч 104' |

| Республіканський стадіон імені Тофіка Бахрамова, Баку Глядачів: 26 000 Арбітр: Елчін Маммадов |